# Men Afrodite då
Men Afrodite då är en musikgrupp bestående av Rebecca Vinterbarn Dyvling och Niclas Malmberg. Gruppen spelar musik i gränslandet mellan visa/progg/pop. Gruppen bildades 1998. Dyvling och Malmberg skriver gruppens musik och står för större delen av produktionen, men hade vid inspelningar såväl som konserter hjälp av ett flertal kompmusiker, bland andra Rickard Öhrn, som spelat i Charley Truck, Markus Wikman, som ingått i Painted Smile, Jonas Holmgren och Marcus Segersvärd.  

## Diskografi
- Inte ens regnet (1998)
- Neutrum (1999)
- Avstigning (2001)